# Sunset (film, 2018)
Pour les articles homonymes, voir Sunset.
Pour plus de détails, voir Fiche technique et Distribution.
Sunset (Napszállta) est un film hongrois réalisé par László Nemes, sorti en 2018.

## Synopsis
Budapest, Belle Époque pour la monarchie austro-hongroise et certaine noblesse, prestigieuse et décadente, été étouffant.
La maison Leiter, chapellerie de luxe, a failli disparaître dans un grand incendie, en même temps que les propriétaires, vingt ans plus tôt. Oszkár Bril, ancien cadre, bourgeois, a repris, reconstruit, relancé l'entreprise, en conservant l'illustre nom de marque.
En 1913, Irisz Leiter, mise en pension très tôt, puis placée et formée à Trieste, revient, pauvre orpheline, superbe et digne, quémander un emploi de modiste. Elle est reçue, reconnue (le portrait de sa mère) et invitée à retourner d'où elle vient : elle réveille des tensions, de lourds secrets, elle traverse les frontières des catégories sociales. Elle apprend qu'elle aurait un frère, un monstre. Hébétée, hallucinée, différente, un peu raide, revenante, elle tient son emploi de modiste, et une autre vie à déambuler, de jour et de nuit à la recherche de pistes vers ce frère. Catalyseur inconscient, toutes les rencontres sont d'inquiétantes invitations à quitter au plus vite.
La maison prépare son anniversaire, monte un chapiteau, organise une fête, reçoit une altesse. Ailleurs, des conspirateurs s'agitent.

## Fiche technique
- Titre original : Napszállta
- Titre français : Sunset
- Réalisation : László Nemes
- Scénario : László Nemes, Clara Royer et Matthieu Taponier
- Direction artistique : Dorka Kiss
- Costumes : Györgyi Szakács
- Photographie : Mátyás Erdély
- Montage : Matthieu Taponier
- Musique : László Melis
- Pays d'origine : Hongrie
- Format : Couleurs - 35 mm - 1,85:1
- Genre : drame
- Durée : 142 minutes
- Dates de sortie :
  -  Italie : 3 septembre 2018 (Mostra de Venise 2018)
  -  Hongrie : 27 septembre 2018

## Distribution
- Susanne Wuest : la princesse
- Evelin Dobos : Zelma
- Vlad Ivanov : Oszkár Brill
- Björn Freiberg : l'homme en blanc
- Levente Molnár : Gaspar
- Juli Jakab : Írisz Leiter
- Mónika Balsai : madame Müller
- Urs Rechn : Ismael
- Judit Bárdos : Szeréna
- János Kulka : Leopold
- Christian Harting : Otto von König
- Zsolt Végh : policier
- Sándor Zsótér : le docteur Herz
- Uwe Lauer : le colonel
- Péter Fancsikai : Robert

## Accueil

### Critiques
La note du film sur AlloCiné est de 3,1.
Selon Dernières Nouvelles d'Alsace, « Sunset brille avec éclat de son formalisme ». Télérama parle d'une « mise en scène, virtuose ».
Une moitié du film est une fascinante reconstitution, dans l'œil d'Irisz, d'un classicisme de la trempe de James Ivory Les Bostoniennes), Michael Cimino La Porte du paradis), Andreï Tarkovski, Miklós Jancsó, Stanley Kubrick (Barry Lyndon), Luchino Visconti (Le Guépard), Michael Haneke (Le Ruban blanc), Ingmar Bergman (Fanny et Alexandre). La caméra s'attache également souvent au visage, au profil ou à la nuque du personnage principal, paranoïaque, mutique,.
« Noirceur irrémissible », « cinéma volontairement crispant, autistique, sur-exigeant », « focales longues (donc bigleuses) et tourneries sophistiquées d’une caméra vissée à la nuque de la protagoniste, foisonnement immersif de sons et dialogues aux locuteurs invisibles », « principe d’enfoncement dérouté du récit dans le dédale d’une réalité confuse et violente », pour mieux découvrir « les signes d’une apocalypse imminente ».

## Distinction

### Sélection
- Mostra de Venise 2018 : sélection en compétition officielle et prix FIPRESCI de la Mostra de Venise